# Wijken en buurten in Loon op Zand
De Nederlandse gemeente Loon op Zand is voor statistische doeleinden onderverdeeld in wijken en buurten. De gemeente is verdeeld in de volgende statistische wijken:
- Wijk 00 Loon op Zand (CBS-wijkcode:080900)
- Wijk 01 Kaatsheuvel (CBS-wijkcode:080901)
- Wijk 02 De Moer (CBS-wijkcode:080902)
- Wijk 09 (CBS-wijkcode:080909)

Een statistische wijk kan bestaan uit meerdere buurten. Onderstaande tabel geeft de buurtindeling met kentallen volgens het Centraal Bureau voor de Statistiek (2008):
| CBS-buurtcode | Buurtnaam                                                | Inwonertal | Opp. totaal (ha) | Opp. land (ha) | Ligging                |
| ------------- | -------------------------------------------------------- | ---------- | ---------------- | -------------- | ---------------------- |
| BU08090000    | Loon op Zand                                             | 5190       | 189              | 189            | Locatie in de gemeente |
| BU08090009    | Verspreide huizen Land van Kleef Molenstraat en omgeving | 460        | 1704             | 1679           | Locatie in de gemeente |
| BU08090100    | Kaatsheuvel                                              | 15210      | 347              | 347            | Locatie in de gemeente |
| BU08090101    | Bedrijventerrein De Kets                                 | 100        | 64               | 64             | Locatie in de gemeente |
| BU08090102    | Berndijk                                                 | 300        | 168              | 168            | Locatie in de gemeente |
| BU08090103    | 't Hoekje                                                | 250        | 141              | 141            | Locatie in de gemeente |
| BU08090104    | Hoge Zandschel en Rechtvaart                             | 150        | 177              | 177            | Locatie in de gemeente |
| BU08090108    | Verspreide huizen Achterste Hoeven                       | 120        | 803              | 793            | Locatie in de gemeente |
| BU08090109    | Verspreide huizen Bernsehoef en Baan                     | 150        | 414              | 410            | Locatie in de gemeente |
| BU08090200    | De Moer                                                  | 330        | 76               | 76             | Locatie in de gemeente |
| BU08090209    | Verspreide huizen Paalstraat en Zijstraat (gedeeltelijk) | 210        | 874              | 856            | Locatie in de gemeente |
| BU08090909    | Verspreide huizen Lage Zandschel en omgeving             | 410        | 117              | 117            | Locatie in de gemeente |